# Amtsgericht Doberlug

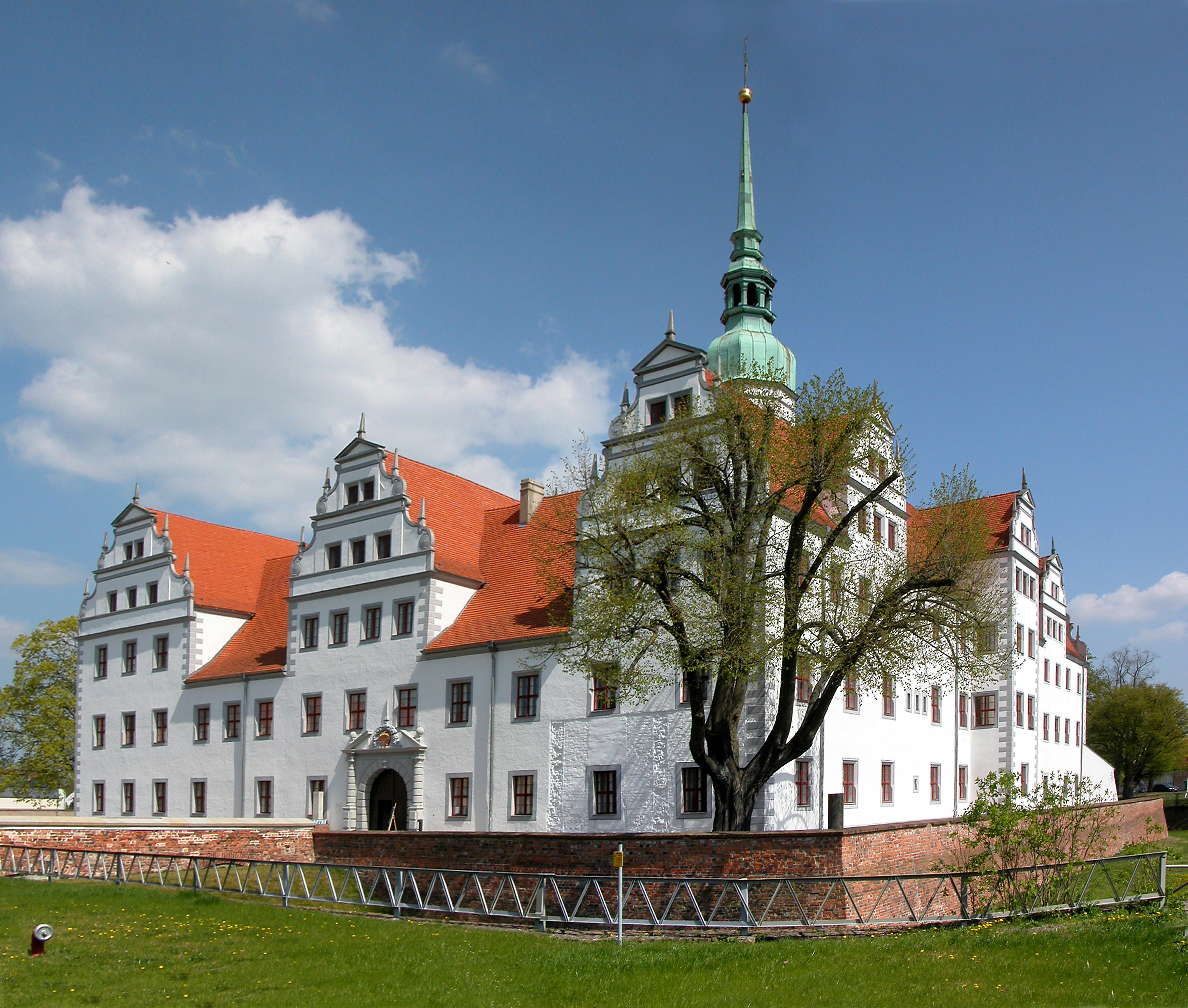
Schloss Doberlug, Sitz des Amtsgerichtes (2015)

Das Amtsgericht Doberlug (bis 1937: Amtsgericht Dobrilugk) war ein preußisches Amtsgericht mit Sitz in Doberlug, Provinz Brandenburg.

## Geschichte
Ab 1849 bestand das Kreisgericht Luckau mit einer Zweigstelle („Gerichtskommission“) in Dobrilugk. Übergeordnet war das Appellationsgericht Frankfurt a. d. Oder. Im Rahmen der Reichsjustizgesetze wurden diese Gerichte aufgehoben und reichsweit einheitlich Oberlandes-, Land- und Amtsgerichte gebildet. Das königlich preußische Amtsgericht Dobrilugk wurde mit Wirkung zum 1. Oktober 1879 als eines von zwölf Amtsgerichten im Bezirk des Landgerichtes Cottbus im Bezirk des Kammergerichtes gebildet. Der Sitz des Gerichtes war die Stadt Dobrilugk. Sein Gerichtsbezirk umfasste aus dem Landkreis Luckau den Stadtbezirk Dobrilugk, die Amtsbezirke Dobrilugk, Fischwasser, Oppelhain und Schönborn sowie den Amtsbezirk Schilda ohne den Teil, der dem Amtsgericht Kirchhain zugeordnet war. Am Gericht bestand 1880 eine Richterstelle. Das Amtsgericht war damit ein kleines Amtsgericht im Landgerichtsbezirk. Im Jahre 1937 wurde Dobrilugk in  Doberlug umbenannt, entsprechend änderte sich der Name des Gerichtes in Amtsgericht Doberlug.
Zum 1. Juli 1951 wurde das Amtsgericht Doberlug und das Amtsgericht Kirchhain zum Amtsgericht Doberlug-Kirchhain zusammengelegt. Im Jahre 1952 wurden in der DDR die Amtsgerichte abgeschafft und stattdessen Kreisgerichte gebildet. Doberlug kam zum Kreis Finsterwalde, zuständiges Gericht war damit das Kreisgericht Finsterwalde. Das Amtsgericht Doberlug-Kirchhain wurde aufgehoben und auch nach dem Zusammenbruch der DDR nicht neu gebildet.

## Sitz
Sitz der Gerichtes war Schloss Doberlug.